# ئی‌ان‌ای
ئی‌ان‌ای (انگلیسی: ENA) یک شبکه تلویزیونی پولی در کره جنوبی است. این شبکه توسط اسکای‌تی‌وی که یک زیرمجموعه از کی‌تی اسکای‌لایف است، اداره می‌شود. برنامه‌سازی ئی‌ان‌ای شامل مجموعه‌های تلویزیونی و ورایتی شوها است.

## برنامه‌ها
پربیننده‌ترین مجموعه تلویزیونی شبکه ئی‌ان‌ای، وکیل وو خارق‌العاده است که از آمار بینندگان در سراسر کشور با رتبه‌بندی ۰٫۹٪ در قسمت اول به ۱۷٫۵۳۴٪ در قسمت آخر دست پیدا کرد و به هشتمین درام پربیننده در تاریخ تلویزیون کابلی کره جنوبی تبدیل شد.